# فرانك روشون
فرانك روشون هو لاعب هوكي الجليد كندي، ولد في 18 أبريل 1953.

## وصلات خارجية
- فرانك روشون على موقع EliteProspects.com (الإنجليزية)
- فرانك روشون على موقع HockeyDB.com (الإنجليزية)